# Two Aces
"Two Aces" es el sexto episodio de la serie de televisión de comedia dramática deportiva estadounidense Ted Lasso, basada en el personaje interpretado por Jason Sudeikis en una serie de promociones para la cobertura de NBC Sports de la Premier League de Inglaterra. El episodio fue escrito por el productor ejecutivo Bill Wrubel y dirigido por Elliot Hegarty. Se estrenó en Apple TV+ el 4 de septiembre de 2020.
La serie sigue a Ted Lasso, un entrenador de fútbol americano universitario, que es reclutado inesperadamente para entrenar a un equipo ficticio de la Premier League inglesa, el AFC Richmond, a pesar de no tener experiencia como entrenador de fútbol. La dueña del equipo, Rebecca Welton, contrata a Lasso con la esperanza de que fracase como medio para vengarse del anterior dueño del equipo, Rupert, su ex marido infiel. En este episodio, Ted intenta que Jamie coopere más con el club, mientras el club se convence de que hay una maldición en la sala de tratamiento.
El episodio recibió críticas positivas de los críticos, quienes elogiaron el humor, las actuaciones, el tono y el desarrollo de los personajes. Por su actuación en el episodio, Brendan Hunt fue nominado a Mejor Actor de Reparto en una Serie de Comedia en los 73.º Premios Primetime Emmy.

## Trama
Ted (Jason Sudeikis) regresa a entrenar, a pesar de sentirse distraído por el final de su matrimonio. Durante una conferencia de prensa, afirma que Jamie (Phil Dunster) sólo competirá si se adhiere a sus estrategias. Rebecca (Hannah Waddingham) le informa que Jamie regresará al Manchester City FC al final de la temporada, ya que está cedido en Richmond. Si Jamie permanece en el banquillo, el Manchester City querría recuperarlo. Jamie también se niega a entrenar con Richmond, alegando que está herido.
AFC Richmond da la bienvenida a Dani Rojas (Cristo Fernández), delantero mexicano, para reemplazar el puesto de Jamie. El entusiasmo de Dani y sus habilidades en el campo impresionan al equipo, lo que provoca que Jamie se sienta celoso. Durante el entrenamiento, Dani se lesiona y culpa a la sala de tratamientos, que todo el club cree que está maldita. La historia es que se invitó a jóvenes a venir al campo de Richmond en 1914 para probarse para el equipo, pero en realidad fueron reclutados para unirse a las tropas que luchaban en la Primera Guerra Mundial, y se alistaron 400, de los cuales pocos regresaron. Sus exámenes físicos se realizaron en la sala de tratamiento de Richmond, que los jugadores creen que está embrujada por sus espíritus. Para aliviar los temores, Ted hace que los miembros del equipo sacrifiquen un objeto especial en la sala de tratamiento para levantar la maldición. Jamie no está interesado en participar, pero se convence después de hablar con Keeley (Juno Temple).
Rebecca descubre que Rupert ahora tiene una nueva novia, también llamada Rebecca. Los medios de comunicación ahora la han etiquetado como "la vieja Rebecca", lo cual le molesta. Sam (Toheeb Jimoh) la invita a unirse al equipo para sacrificar algo en la sala de tratamiento. En la ceremonia, Roy trae una manta, Sam trae una foto de la selección nacional de fútbol de Nigeria que jugó en el Mundial de la FIFA de 1994, Nate trae gafas de sol, Rebecca trae el periódico de ese día y Higgins (Jeremy Swift) trae el collar de su gato. Jamie también aparece, tirando los zapatos que su madre le dio para motivarlo a jugar al fútbol. Los objetos se queman en el terreno de juego y, a la mañana siguiente, el ánimo del club se eleva. Sin embargo, Ted descubre que Jamie ha sido llamado de nuevo al Manchester City y está furioso con Rebecca por permitir la transferencia. Animado por la afirmación de Dani de que "el fútbol es vida", Ted retira la camiseta de Jamie del vestuario.

## Desarrollo

### Producción
El personaje de Ted Lasso apareció por primera vez en 2013 como parte de la promoción de NBC Sports de su cobertura de la Premier League, interpretado por Jason Sudeikis.  En octubre de 2019, Apple TV+ encargó una serie centrada en el personaje, con Sudeikis retomando su papel y coescribiendo el episodio con el productor ejecutivo Bill Lawrence.  Sudeikis y sus colaboradores Brendan Hunt y Joe Kelly comenzaron a trabajar en un proyecto alrededor de 2015, que evolucionó aún más cuando Lawrence se unió a la serie.  El episodio fue dirigido por Elliot Hegarty y escrito por el productor ejecutivo Bill Wrubel. Este fue el segundo crédito como director de Hegarty y el primer crédito como guionista de Wrubel para el programa. 

## Reseñas críticas
"Two Aces" recibió críticas positivas de los críticos. Gissane Sophia de Marvelous Geeks Media escribió: "Al final del día, este equipo y este programa están destinados a un crecimiento y un cambio tangibles. 'Two Aces' le recuerda a la audiencia que la delicadeza es una fortaleza y que el trabajo en equipo realmente hace que los sueños se hagan realidad. En cualquier otro programa, gritaría basta de metáforas, pero en Ted Lasso, funciona. Siempre funciona".
Mads Lennon de FanSided escribió: "El nuevo miembro del equipo, Dani Rojas, se une al AFC Richmond en el episodio. Dani resulta ser un jugador de fútbol increíble, lo cual es fantástico para Ted, ya que todavía está luchando por lograr que Jamie coopere con el equipo. Se niega a asistir a la práctica, lo que desencadena una rara explosión del entrenador, que suele ser genial. Si te sonó familiar, es porque la serie estaba parodiando ingeniosamente el infame discurso de Allen Iverson".  Daniel Hart de Ready Steady Cut le dio al episodio una calificación de 3,5 estrellas de 5 y escribió: "En 'Two Aces', Ted hace todo lo posible para ayudar a elevar el espíritu de equipo". 

### Premios y reconocimientos
Brendan Hunt fue nominado por este episodio al premio Primetime Emmy como Mejor Actor de Reparto en una Serie de Comedia en la 73.ª edición de los Premios Primetime Emmy.  Perdió el premio ante su coprotagonista, Brett Goldstein. 